# Theater 't Voorhuys
Theater ’t Voorhuys is een theater in Flevoland, gevestigd aan de Beursstraat in Emmeloord. De grote zaal heeft een capaciteit van 520 toeschouwers.

## Geschiedenis
In 1952 werd na de drooglegging van de Noordoostpolder door de Directie Wieringermeer begonnen met de bouw van ‘t Voorhuys, bestaande uit een beursgebouw, schouwburg en café. Architect Alexander Bodon ontwierp het gebouw dat in december 1953 werd geopend.
Iedere donderdag kwamen boeren uit de Noordoostpolder naar de beurszaal om hun producten te verkopen. Ook was dit moment er om nieuws uit te wisselen. Echtgenotes gingen veelal mee en bezochten de donderdagochtend markt op de Deel. Nog steeds vindt hier iedere donderdagmorgen een landbouwbeurs plaats.
De theaterzaal had toen nog losse stoelen en een vlakke vloer. Aanvankelijk werden er vooral vergaderingen gehouden maar de avonden kregen steeds meer een cultureel karakter door optredens van de Drentse toneelvereniging, de Groninger avonden en artiestenavonden. In het begin was het erg moeilijk om artiesten te krijgen die naar het nieuwe land wilden afreizen. Mensen uit de Noordoostpolder, veelal zonder auto, naar voorstellingen krijgen ging toentertijd ook niet vanzelf.
Sinds 2015 is het theater in beheer bij Cultuurbedrijf Noordoostpolder, naast dit theater ook verantwoordelijk voor Museum Schokland, Kunstuitleen Emmeloord en het Muzisch Centrum.